# 亞布倫卡 (薩爾內區)
51°3′28″N 26°27′46″E / 51.05778°N 26.46278°E
亞布倫卡（烏克蘭語：Яблунька），是烏克蘭的村落，位於該國西北部羅夫諾州，由薩爾內區負責管轄，始建於1805年，面積0.97平方公里，海拔高度175米，2001年人口317，人口密度每平方公里326.8人。